# Гйока, Лола
Лола Гйока или Лола Алекси (22 мая 1910, Севастополь, Таврическая губерния — 6 октября 1985, Тирана) — албанская пианистка, народная артистка Албании.

## Жизнь
Лола Гйока родилась в Севастополе в 1910 году в албанской семье. Начала учиться игре на фортепиано в возрасте шести лет, и её успех был таков, что отец устроил её учиться у пианиста Каралова. В 1932 году её семья переехала в Корче, где Лола работала аккомпаниатором для певцов, включая сопрано, таких как Тефта Ташко-Коко, албанской народной певицы Марии Крайя и Михаила Чико.
В 1933 году она получила премию на международном конкурсе пианистов в Вене, который принёс ей работу преподавателя фортепиано в институте для девочек в Тиране. и окончила с отличием Афинскую консерваторию в 1936 году.
Гйока вместе с Марией Крайя, известной певицей традиционных албанских лирических песен, работали вместе и они записали более 300 песен. По сегодняшним меркам эти записи не были профессиональными, однако они до сих пор хранятся как записи албанской музыкальной культуры.
Во время итальянской оккупации Албании Гйока выступала на итальянских сценах. В ноябре 1944 года она играла на концерте в Тиране, чтобы отпраздновать конец немецкой оккупации. Она была одним из первых учителей в «Jordan Misja» high school в 1947 году. Школа была ориентирована на художественно одаренных детей. Кроме того, в 1951 году Гйока стала концертмейстером в Государственном филармоническом оркестре Албании. В рамках работы она перевела либретто из оперы Антонина Дворжака Русалка на албанский язык.
15 января 1962 года в Тиране была основана консерватория («Konservatori Shteteror i Tiranes», которая была объединена в 1966 году в Академию художеств в Тиране), и Лола была в первой группе преподавателей, которых она объединила концертами. В основном она выступала в Албании, но также выступала в Китае, Болгарии, Греции, СССР, Румынии ина Кубе. В 1976 году она появилась в фильме Tinguj lufte («звуки войны») как пианист, а три года спустя в фильме Лицом к лицу.
Гйока умерла в Тиране в 1985 году в возрасте 75 лет. За свою работу она была удостоена званий «Заслуженный» и «народный артист Албании». Позже была учреждена премия её имени для молодых пианистов.
В 2002 году Хамиде Стринга написала её биографию.